# 紐西蘭友好城市或姐妹城市列表

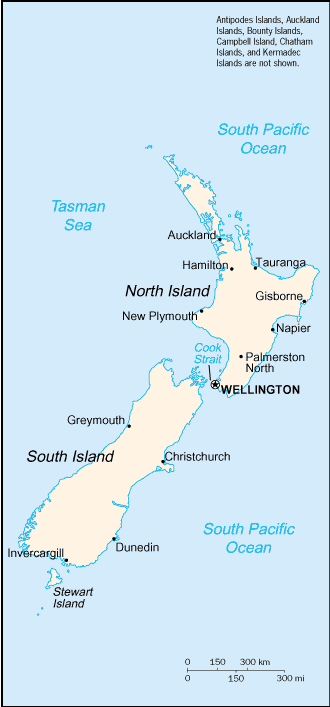
紐西蘭地圖

下表列出紐西蘭區域當局（Territorial Authority）在各國結交的友好城市或姊妹城市（以紐西蘭的英文名稱首字母排列）：

## A
阿什伯頓
- 中國濮陽
- 日本南魚沼
- 美國普瓦斯基
- 英國英格蘭阿什伯頓

奧克蘭
- 澳洲布里斯本
- 台灣台中
- 中國廣州
- 日本福岡
- 日本加古川
- 日本宇都宮
- 韓國釜山
- 美國洛杉磯

## C
基督城
- 澳洲阿得雷德
- 中國武漢
- 日本倉敷
- 韓國首爾松坡區
- 美國西雅圖
- 英國英格蘭克賴斯特徹奇

## D
但尼丁
- 中國上海
- 日本小樽
- 美國朴次茅斯
- 英國蘇格蘭愛丁堡

## G
吉斯伯恩
- 法屬玻里尼西亞马希纳
- 中國日照
- 日本野野市
- 美國棕櫚沙漠

戈爾
- 澳洲塔姆沃思（英语：Tamworth Regional Council）

## H
漢密頓
- 中國成都
- 中國無錫
- 日本埼玉
- 美國沙加緬度

希斯汀
- 中國桂林

哈特
- 中國泰州
- 日本箕面
- 美國坦佩

## I
因弗卡吉爾
- 中國宿遷
- 日本熊谷

## M
馬爾堡
- 中國寧夏
- 日本小谷
- 日本天童

馬斯特頓
- 中國長春
- 日本廿日市

## N
內皮爾
- 中國連雲港
- 日本苫小牧
- 加拿大維多利亞

尼爾遜
- 中國黃石
- 中國陽江
- 日本宮津
- 美國尤里卡

新普利茅斯
- 中國昆明
- 日本三島

## P
北帕莫斯頓
- 中國貴陽
- 美國米蘇拉

普羅魯阿
- 澳洲黑鎮
- 日本西尾
- 英國英格蘭惠特比

## Q
皇后鎮-拉克斯
- 中國杭州
- 美國亞斯本

## R
羅托路亞
- 澳洲麥覺理湖
- 中國吳中
- 日本別府
- 美國克拉馬斯瀑布（英语：Klamath Falls, Oregon）

## S
賽爾溫
- 中國山丹
- 日本安藝高田
- 美國科芬特里

## T
陶波
- 新喀里多尼亞努美阿
- 中國蘇州
- 日本箱根

陶朗加
- 中國煙臺
- 日本日立
- 美國聖貝納迪諾

蒂馬魯
- 澳洲橘市（英语：City of Orange (New South Wales)）
- 中國威海
- 日本惠庭
- 美國橘市

## U
上哈特
- 美國梅薩

## W
懷卡-劍橋
- 日本美幌
- 法國勒凱努瓦

威靈頓
- 澳洲坎培拉
- 澳洲雪梨
- 中國北京
- 中國廈門
- 日本堺市
- 土耳其恰納卡萊
- 希臘哈尼亞
- 英國英格蘭哈羅蓋特

華卡塔尼
- 日本鎌谷

旺加努伊區
- 澳洲圖翁巴
- 日本長泉

法納雷
- 中國海口